# Crouzilles
Crouzilles – miejscowość i gmina we Francji, w Regionie Centralnym, w departamencie Indre i Loara.
Według danych na rok 1990 gminę zamieszkiwało 540 osób, a gęstość zaludnienia wynosiła 37 osób/km² (wśród 1842 gmin Regionu Centralnego Crouzilles plasuje się na 651. miejscu pod względem liczby ludności, natomiast pod względem powierzchni na miejscu 900.).